# Петерзили, Альвин
Альвин Петерзили (нем. Alwin Petersilie; 1 ноября 1847, Бремсдорф, ныне в составе коммуны Шлаубеталь — 6 сентября 1916) — германский учёный-статистик, экономист и военный.

## Биография
Образование получил в области философии и богословия, имел степень доктора философии и звание лейтенанта. Был учителем начальной школы, затем профессором статистики в Берлине и Бреслау и тайным советником в прусском статистическом бюро. По состоянию на 1910 год жил во Фриденау.
Опубликовал ряд статистических трудов в области образования в Германии, а именно: «Общедоступные народные школы в Пруссии» (нем. Oeffentliche Volksschulen in Preussen; 1882), «Статистика прусских региональных университетов» (нем. Statistik der preussischen Landesuniversitäten; 1886—1900), «Народные и средние школы в прусском государстве» (нем. Die Volks- und die Mittelschulen im preussischen Staate; 1891); «Система народного образования в Германском рейхе и других европейских цивилизованных странах» (нем. Das öffentliche Unterrichtswesen im Deutschen Reiche und in den übrigen europäischen Kulturländern; 1897), ежегодные обзоры «Начальное школьное образование в Пруссии» (нем. Das niedere Schulwesen in Preussen; с 1896 года) — часть работ в соавторстве с Карлом Шнейдером.